# Pterocarpus dalbergioides
Pterocarpus dalbergioides (tên tiếng Anh: Andaman Padauk, Andaman Redwood hoặc East Indian Mahogany, là một loài loài thực vật họ Đậu (Fabaceae). Đôi khi nó cũng được gọi là "narra", nhưng đây là tên gọi chung cho một số loài Pterocarpus.
Loài này chỉ có ở Ấn Độ.

## Hình ảnh

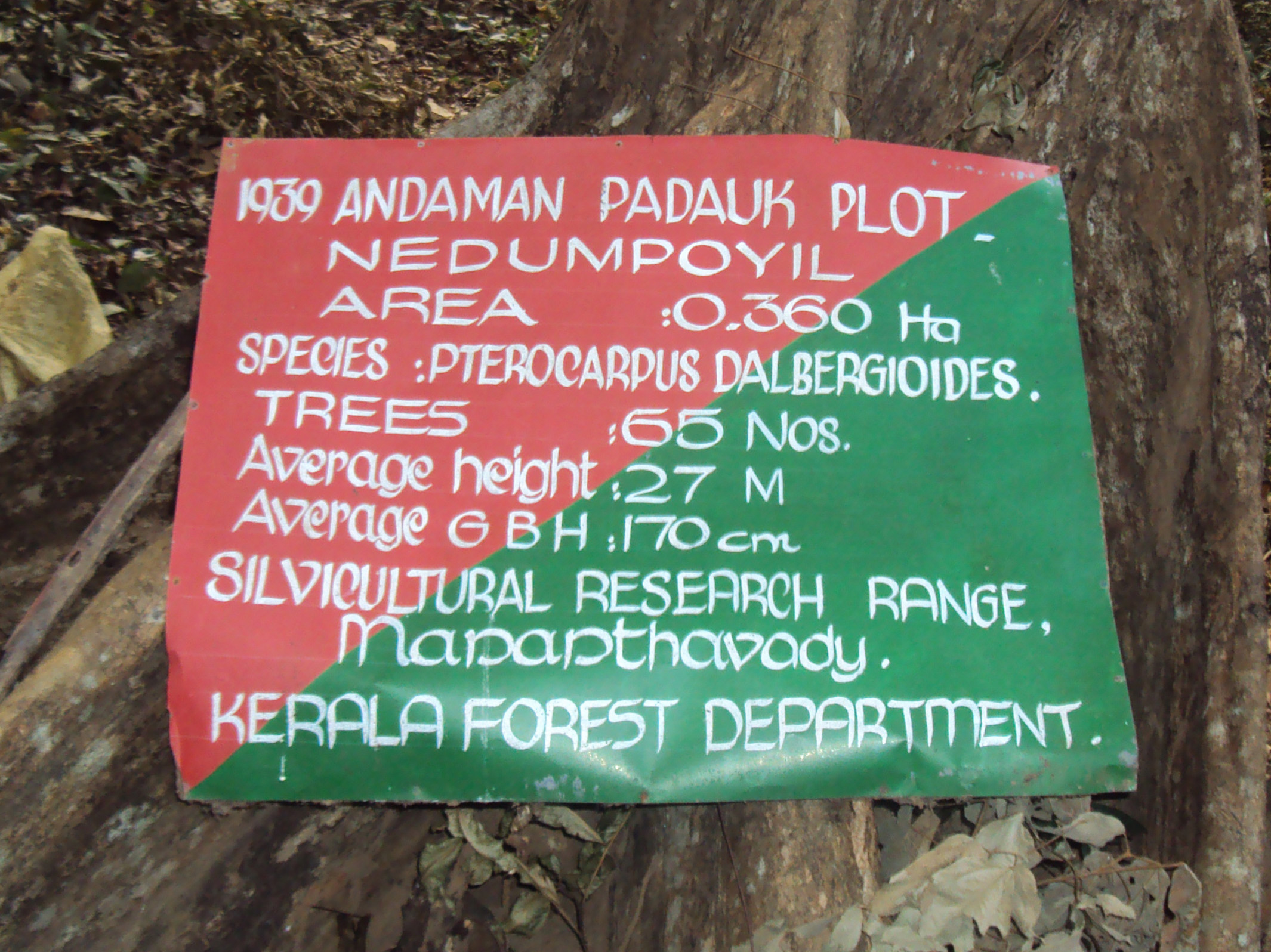
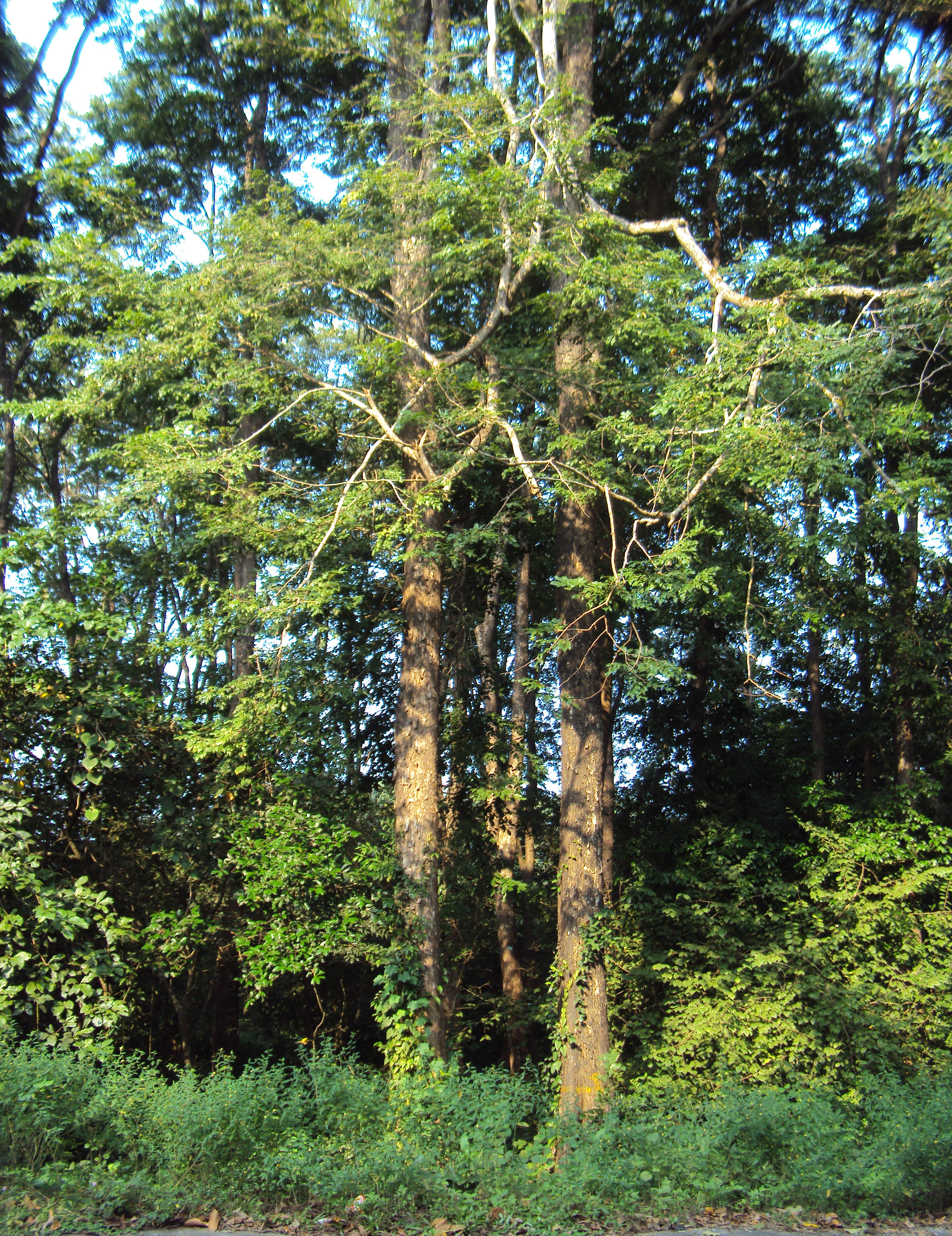
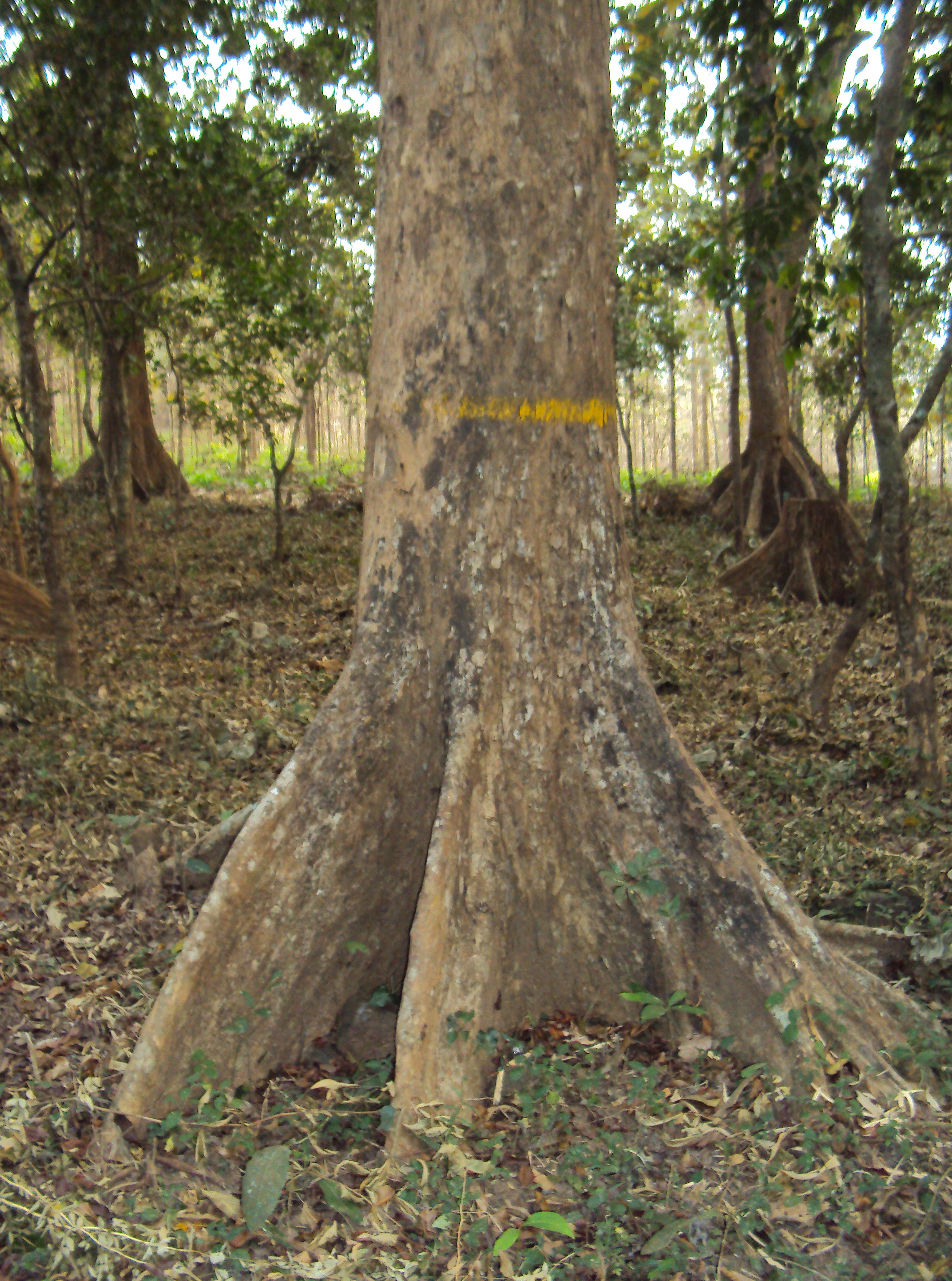
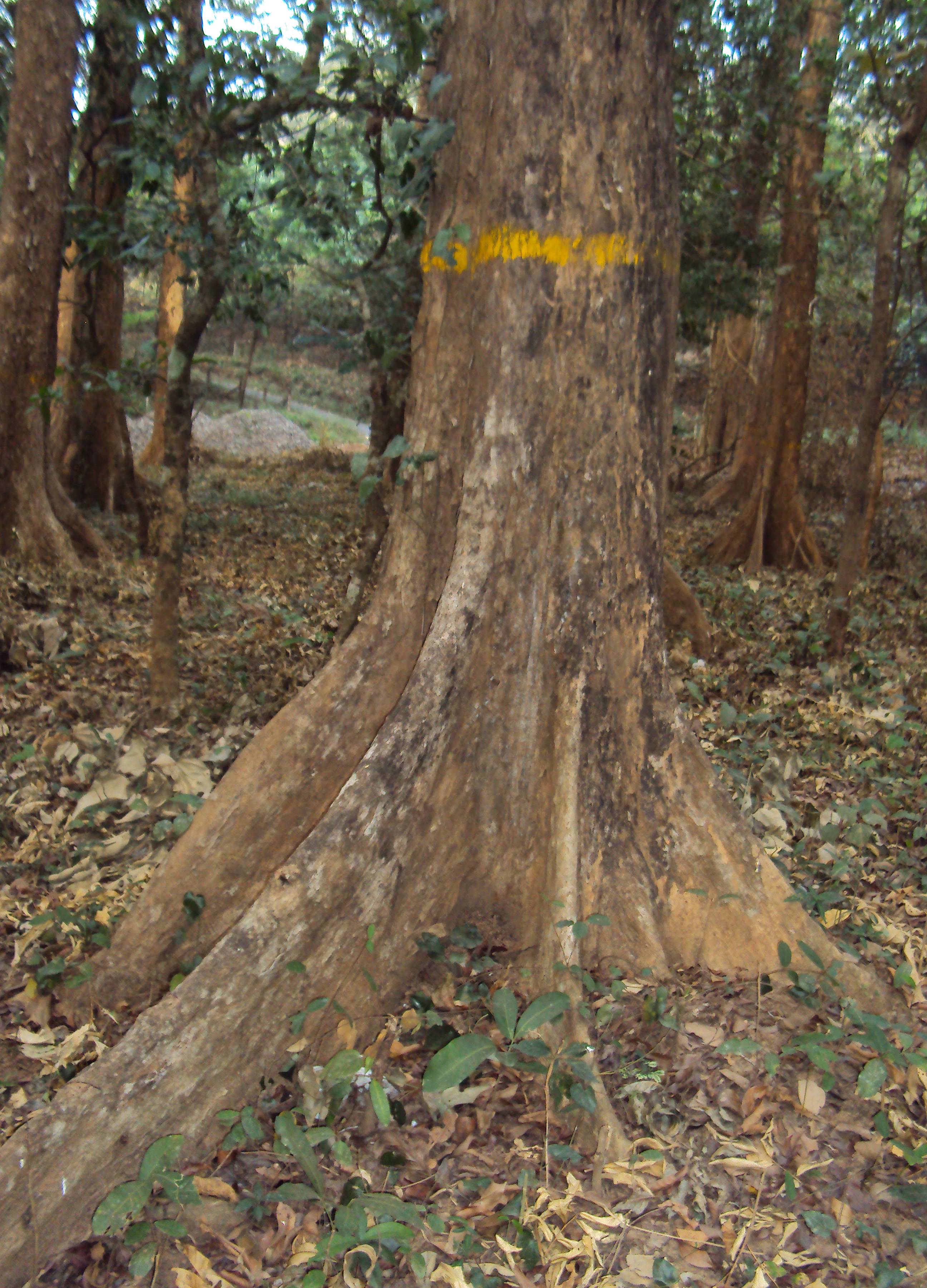